# 브루넬로 디 몬탈치노

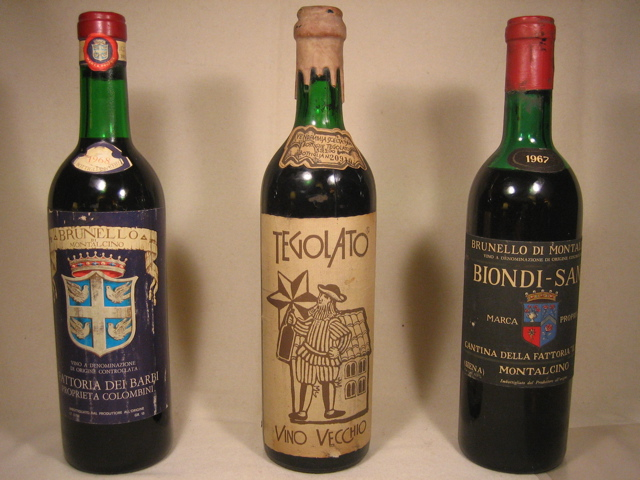

브루넬로 디 몬탈치노(이탈리아어: Brunello di Montalcino)는 이탈리아 토스카나 지방의 몬탈치노 지역에서 생산되는 레드 와인이다. 이 와인은 산지오베제(Sangiovese) 포도 품종으로 만들어지며, 산지오베제 중에서도 몬탈치노 지역의 특별한 클론인 산지오베제 그로쏘(Sangiovese Grosso)를 사용한다. 산지오베제 그로쏘는 그 크기가 더 큰 포도알을 가지고 있으며, 이로 인해 와인에 더욱 진하고 풍부한 맛을 부여한다.
브루넬로 디 몬탈치노는 강력한 바디감, 높은 타닌 및 산도를 특징으로 하며, 장기 숙성 잠재력을 가지고 있다. 이 와인은 최소 5년(그 중에서도 최소 2년은 오크 배럴에서)의 숙성 기간을 거쳐야 하며, 리제르바(Reserva) 버전의 경우는 6년의 숙성 기간을 요구한다.
향과 맛의 프로파일은 매우 복잡하며, 레드 베리, 체리, 플럼, 타르, 로즈마리, 토바코, 가죽, 커피, 그리고 흙 같은 노트를 포함할 수 있다. 시간이 지날수록 이 와인은 더욱 부드럽고 조화로운 맛을 띠게 되며, 복잡한 노트들이 더욱 잘 어우러진다.
브루넬로 디 몬탈치노는 이탈리아 와인 중에서도 특히 높은 평가를 받는 와인 중 하나로, 전 세계 와인 애호가들 사이에서 높은 인기를 자랑한다. 이 와인은 고급 식사와 잘 어울리며, 특히 붉은 고기, 사냥한 동물의 고기, 강한 맛의 치즈와 같은 음식과의 조화가 뛰어난다.
브루넬로 디 몬탈치노 와인은 주로 두 가지 주요 카테고리로 분류된다:
브루넬로 디 몬탈치노 (Brunello di Montalcino): 기본적으로 이 명칭은 몬탈치노 지역에서 생산되는 모든 브루넬로 와인에 적용된다. 이 와인은 최소 5년의 숙성 기간을 거치며, 그중에서도 최소 2년은 오크 배럴에서 숙성되어야 한다. 이 기간 동안 와인은 복잡한 맛과 향을 발달시키며, 타닌이 부드럽게 녹아들어 가며, 장기 숙성에 적합한 구조를 갖추게 된다.
브루넬로 디 몬탈치노 리제르바 (Brunello di Montalcino Riserva): 리제르바는 특별히 선별된 포도로 만들어지며, 품질이 뛰어난 빈티지에서만 생산된다. 이 와인은 기본 브루넬로 디 몬탈치노보다 한 해 더 숙성시키며, 총 6년의 숙성 기간을 거친다. 이 추가 숙성 기간은 와인에 더욱 깊이와 복잡성을 더해주며, 리제르바는 일반적으로 더 높은 가격대와 품질을 자랑한다.
이 두 가지 카테고리 외에도 몬탈치노 지역에서는 다양한 스타일과 품질의 상고베제 기반 와인이 생산되지만, "브루넬로 디 몬탈치노"라는 명칭은 엄격한 생산 규정을 따라 만들어진 와인에만 사용된다. 이 와인들은 몬탈치노 지역의 특별한 테루아와 전통적인 와인 제조 방식을 대표하는 것으로, 이탈리아뿐 아니라 전 세계 와인 시장에서도 높은 명성을 유지하고 있다.